# 4608 Wodehouse
Wodehouse (asteróide 4608) é um asteróide da cintura principal, a 1,8419082 UA. Possui uma excentricidade de 0,2198765 e um período orbital de 1 325,08 dias (3,63 anos).
Wodehouse tem uma velocidade orbital média de 19,38386833 km/s e uma inclinação de 7,45476º.
Este asteróide foi descoberto em 19 de Janeiro de 1988 por Henri Debehogne.